# Casti Connubii
Casti Connubii (Latijn voor (van het) Reine Huwelijk) was een encycliek uitgevaardigd door paus Pius XI op 31 december 1930 waarin de paus het standpunt van de Katholieke Kerk ten aanzien van het huwelijk verwoordde. Daarbij stond de uitspraak, dat "wat God had samengebracht, door geen mens gescheiden kan worden" centraal. Hiermee onderstreepte Pius XI dat het huwelijk een heilige aangelegenheid was en niet onderhevig aan welke aardse wet dan ook.

## Inhoud

### Deel 1: Betekenis
In het eerste deel van de encycliek ging Pius XI in op de betekenis van het huwelijk. De mens heeft het recht op de keuze voor het maagdelijk leven, of het huwelijk en geen overheid of menselijke wet mag iets tegen het recht op het huwelijk in brengen.
Als leidraad voor een goed huwelijk verwees de paus naar de belangrijke elementen van de verbintenis, zoals geformuleerd door Augustinus van Hippo. Een belangrijke plaats neemt het krijgen van kinderen in en de opvoeding die daarbij hoort. Andere aspecten zijn de huwelijkse trouw (monogamie) en het huwelijk als heilig sacrament, een teken van eeuwigdurende trouw tussen echtgenoten. Daarom was in de ogen van de paus een ontbinding van een huwelijk ondenkbaar.
Binnen het huwelijk moet een orde van liefde bestaan. De man heeft een gezagspositie, en de vrouw is gehoorzaam aan de man, en ondergeschikt in de zin dat het haar niet van de vrijheid berooft die haar vanuit haar waardigheid als mens en haar "edele taak als echtgenote, moeder en levensgezellin" toekomt.

### Deel 2: Dwalingen
In het tweede deel van de encycliek ging Pius XI in op de dwalingen aangaande de moderne visie op het huwelijk. Veel van deze hadden in Pius’ ogen hun oorsprong in de verschillende media, die de vrijere levensstijl verheerlijkten. Pius nam daarbij stelling tegen het gebruik van anticonceptie, wat hij een misdaad noemde tegen wat vanuit de natuur het hoofdzakelijke doel is van de seksuele gemeenschap, namelijk het verwekken van kinderen. Periodieke onthouding is volgens de leer van de kerk in sommige gevallen wel toegestaan. Het door middel van coitus interruptus doelbewust voorkomen van nageslacht is een overtreding van de goddelijke wet, ook wanneer zwangerschap als lastig wordt gevonden, en geheelonthouding niet wordt gewenst.
Een andere dwaling noemde de paus het aborteren van een kind. Ieder leven heeft recht op bescherming, zo ook de ongeborene. “Gij zult niet doden” is een belangrijk gebod en zelfs de wereldlijke macht heeft niet het recht op het nemen van dit leven, ondanks dat de roep naar maatregelen die abortus mogelijk moesten maken groeide.
Ook bestreed Pius het recht op ontbinding van het huwelijk, die volgens de nieuwe wetgevers niet alleen een legitieme reden hoefde te hebben, maar ook mogelijk moest zijn bij wederzijdse toestemming van beide partijen. Volgens Pius was het onontbindbare huwelijk een garantie voor beide partners, die door de mogelijkheid tot scheiden wordt tenietgedaan.
Pius XI veroordeelde het idee dat emancipatie van de vrouw betekende dat ze haar plichten als vrouw en moeder niet meer hoefde te vervullen. Deze vorm van emancipatie ontneemt de vrouw haar waardigheid maar verstoort tevens de orde binnen het familieleven; de man verliest zijn vrouw, de kinderen hun moeder en het gezin hun bewaker.

### Deel 3: Oplossingen
Als belangrijkste oplossing voor het wegnemen van de onrust betreffende het christelijk huwelijk gold voor de paus de beteugeling van de lustgevoelens van de mens. Dit was in zijn ogen alleen dan mogelijk, wanneer de mens zich zou wenden tot God en de moederkerk, dit in tegenstelling tot de moderne praktijken, die het accent probeerden te leggen op meer fysieke beheersing; deze leidde uiteindelijk toch weer tot een zekere vorm van zondigen in plaats van leven in kuisheid. Om deze geestelijke en lichamelijke zelfbeheersing te verkrijgen moest al op jonge leeftijd aandacht geschonken worden aan het fenomeen. Het kiezen van de juiste partner was immers essentieel en met hulp van de religie was dit mogelijk. De maatschappij kon daarbij op haar beurt helpen, door toekomstige echtelieden een goede toekomst te verzekeren, zodat zij in staat waren zelfstandig een gezin te stichten.
Dat de aangedragen oplossingen een belangrijke basis vormden, bleek volgens Pius XI wel uit de erkenning van de importantie van het christelijk huwelijk door de Italiaanse staat, zoals beschreven in de Lateraanse Verdragen.

## Nasleep
Hoewel het slechts een onderdeel vormde van de gehele encycliek, trok het standpunt van de Rooms-Katholieke Kerk op het gebied van geboortebeperking de meeste aandacht. In de latere encycliek van paus Paulus VI, Humanae Vitae (25 juli 1968), werd het standpunt over het gebruik van anticonceptie opnieuw bevestigd.